# 登德尔莱乌
登德尔莱乌（荷蘭語：Denderleeuw，荷蘭語發音：[ˌdɛndərˈleːu] ⓘ）是比利时弗拉芒大區东佛兰德省阿爾斯特區的一个市镇，位于登德尔地区与登德尔河畔，东与弗拉芒布拉班特省接壤，通行荷蘭語，是弗拉芒社群的一部分，面积13.77平方千米，人口20,086人（2018年1月1日）。

## 交通
- 登德尔莱乌站